# Врождённая гиперплазия коры надпочечников
Врождённая гиперплазия коры надпочечников (ВГКН) — группа заболеваний, наследуемых по аутосомно-рецессивному пути, при которых нарушается выработка кортизола надпочечниками. Гены, связанные с гиперплазией надпочечников, кодируют ферменты, участвующие в стероидогенезе — цепочке реакций по преобразованию холестерина в стероиды.
Проявления гиперплазии варьируют в зависимости от затронутого гена — от изменений, несовместимых с жизнью при нарушении синтеза холестеролдесмолазы, до малозаметных проявлений при некоторых мутациях 21-гидроксилазы. Одно из возможных проявлений — андроген-индуцированный гермафродитизм.

## Формы заболевания
- Врождённая гиперплазия коры надпочечников вследствие недостаточности 21-гидроксилазы
- Липоидная врождённая гиперплазия надпочечников — мутация гена StAR, один случай мутации гена CYP11A1[2]
- Врождённая гиперплазия коры надпочечников вследствие недостаточности 11-бета-гидроксилазы
- Врождённая гиперплазия коры надпочечников вследствие недостаточности 17-альфа-гидроксилазы
- Врождённая гиперплазия коры надпочечников вследствие недостаточности 3 бета-гидроксистероиддегидрогеназы

## Гены
Гены, мутации которых вызывают разные формы врождённой гиперплазии надпочечников:
- CYP21A2 — 21-гидроксилаза
- CYP11B1 — 11-бета-гидроксилаза
- CYP17A1 — 17-альфа-гидроксилаза
- StAR — стероидогенный острый регуляторный белок, предположительно обеспечивает транспорт холестерина в митохондрии
- 3βHSD II — 3-бета-гидроксистероиддегидрогеназа, тип II

Более редкие формы:
- CYP11A1 — фермент, отщепляющий боковую цепь холестерина, запускает первую реакцию стероидогенеза — преобразование холестерина в прегненолон

## Альтернативные названия
- Адреногенитальный синдром (устаревшее)
- Врожденная дисфункция коры надпочечников

## Лечение
В 2024 г. был одобрен кринецерфонт.

## Известные люди
- Кристиана Фёллинг — первый интерсекс-человек, который успешно выиграл дело о возмещении убытков за операцию по коррекции пола, проведенную без согласия пациента[3]
- Лиза Ли Дарк — валлийская оперная певица и актриса озвучивания.
- Бетси Драйвер — мэр Флемингтона, интерсекс-активистка.
- Джефф Кагандахан — филиппинский правозащитник, первый человек, кому на Филиппинах разрешили сменить гендерный маркер в документах[4]